# Åby Åstorpstidningen
Åby Åstorpstidningen var en dagstidningsedition utgiven i Ängelholm av Sven Palm från 1 oktober 1898 till 16 december 1901. Tidningen uppgick i Engelholms Tidning den 17 december 1901. Fullständig titel var  Åby- Åstorpstidningen / Åsbo Häraders Nyhets och Annonsblad. Tidningen började utgivningen med 2 provnummer 27 och 29 september 1898.

## Redaktion
Tidningens ägare Sven P Palm var ansvarig utgivare och redaktör för tidningen under hela utgivningstiden. Redaktionsort var hela tiden Ängelholm. Närstående tidning till tidningen var Engelholms Tidning.  Tidningens politiska tendens var konservativ (moderat) enligt tidningen 2 januari 1900. Utgivningsfrekvensen var 3 dagar i veckan 1898 med utgivning tisdag, torsdag och lördag. Den 1 december 1898 ändrades det till 4 dagar i veckan måndag, tisdag, torsdag och lördag. 25 november 1901 blev tidningen sexdagarstidning till att den gick upp i Engelholms tidning.

## Tryckning
Tryckningen av tidningen stod Engelholms Tidnings tryckeri i Ängelholm för. Tidningen trycktes bara i svart med antikva på en stor satsyta minst 50x37 cm och störst 67x50 cm. Tidningen hade 4 sidor. Priset var 4,20 kronor. Provnummer hade en upplaga på 1500 exemplar. Upplageuppgifter finns ej särredovisade för Åby-Åstorpstidningen. I den mån sådana förekommer ingår de i uppgifterna för Engelholms Tidning (1867). 